# Myrmeleon catarractarus
Myrmeleon catarractarus là một loài côn trùng trong họ Myrmeleontidae thuộc bộ Neuroptera. Loài này được Gistel miêu tả năm 1856.